# Флавий Ардавур Юниор
Флавий Ардавур Юниор (Ардавур Младший; лат. Flavius Ardaburius Iunior) — восточно-римский консул и полководец.

## Биография
Он был сыном Аспара и внуком Ардавура, которые происходили из племени готов и аланов. У него было два брата — Германарих и Флавий Юлий Патриций. Во время консульства своего отца в 434 году Ардавур Юниор был претором, вероятно, в Константинополе. В 447 году стал консулом с Флавием Калепием. В начале правления восточного императора Маркиана (между 450 и 453) Ардавуром была одержана победа над варварами во Фракии. В награду за эту услугу в 453 году император назначил его на должность военного магистра Востока. В том же году Ардавур воевал с сарацинами вблизи Дамаска, а затем заключил с ними мирный договор.
После этого события он не принимал участия в других конфликтах. После смерти Маркиана императором стал Лев I. Ардавур стал склоняться к государственной измене. В 466 году он был смещен с должности военного магистра по обвинению в сношении с персидским двором. Император подозревал, что Ардавур со своим отцом сорвал поход против вандалов в 468 году.
В 469/470 году вспыхнул мятеж Анагаста. Тот взял несколько укреплений, но императорским посланникам удалось устранить угрозу путём переговоров и не допустить серьёзных последствий. По одной из версий, Анагаст заявил, что он, якобы, был подстрекаем Аспаром и в доказательство предоставил императору письма. В 471 году Ардавур с отцом был убит в Халкидоне.